# Kinderspoor
Het Kinderspoor, ook wel de Traptreintjes, is een rondrit in de Efteling.
Het spoor werd onder de naam Kinderspooremplacement in 1954 gerealiseerd aan de noordzijde van het park, naast de toenmalige speeltuin. Wegens de uitbreiding van de werkplaatsen voor de technische dienst werd het spoor in 2000 verplaatst naar de oostelijke oever van de Siervijver bij de Gondoletta, waarbij het hernoemd werd tot Kinderspoor.
Kinderen tot twaalf jaar (eventueel met ouder) kunnen plaatsnemen in een locomotief die voortbewogen wordt door te trappen zoals bij een fiets. Op die manier wordt het traject afgelegd. Tijdens de rit kijken de jonge passagiers uit over de grote Siervijver en komen zij van alles tegen op hun route, waaronder een 'spoorwegovergang' en een molen.

## Idee
Het idee voor het Traptreintje komt van Peter Reijnders. Hij vond dat kinderen door een eigen landschap moesten kunnen rijden. Vandaar dat het oorspronkelijke traject was aangekleed met een boerderij, echte akkers en velden met maïs naar ontwerp van Anton Pieck. Ook was er een vijver met eenden, maar door botulisme heeft men het vijvertje noodgedwongen moeten dempen.

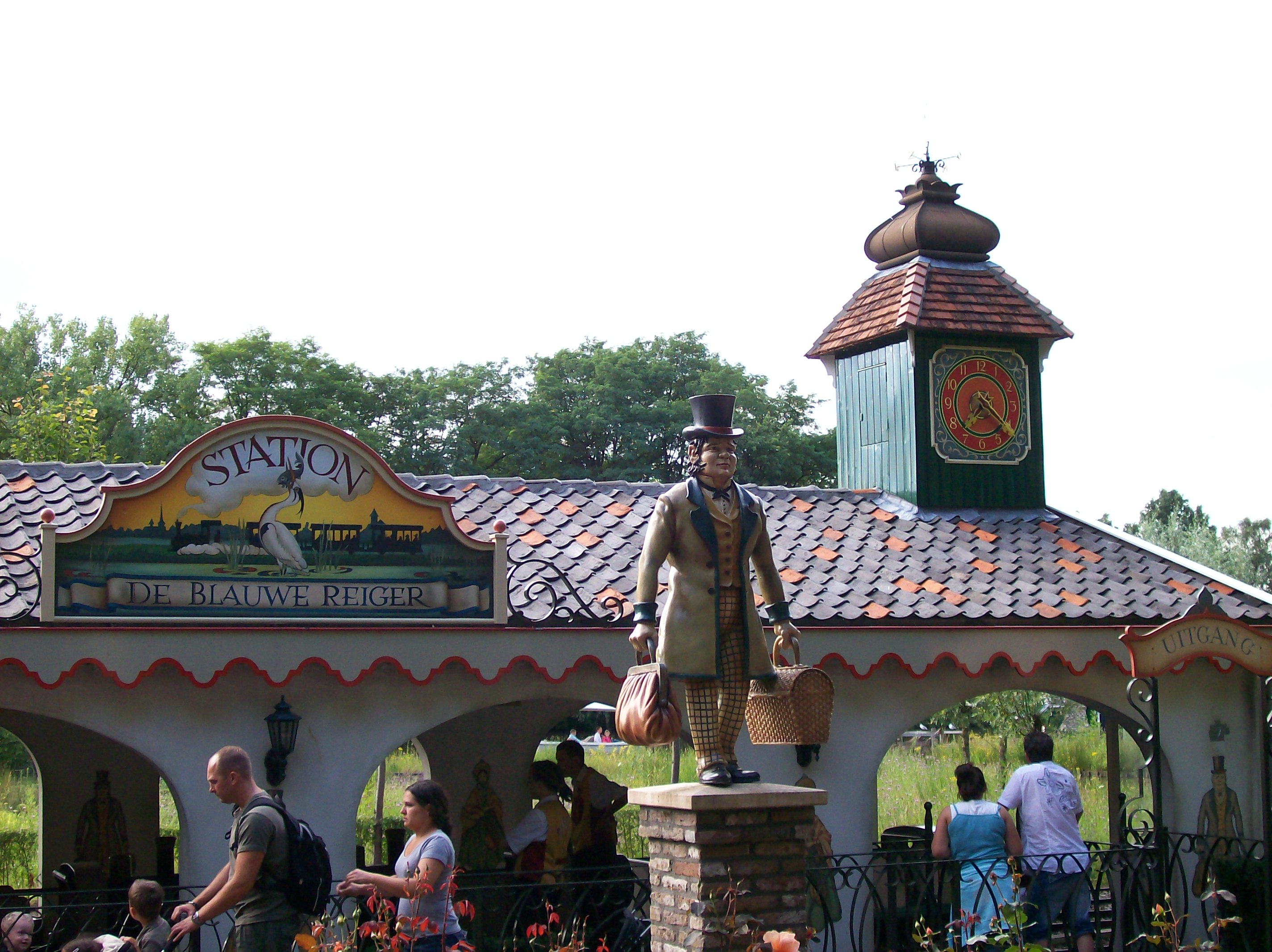
Het station tijdens de zomer (2007)
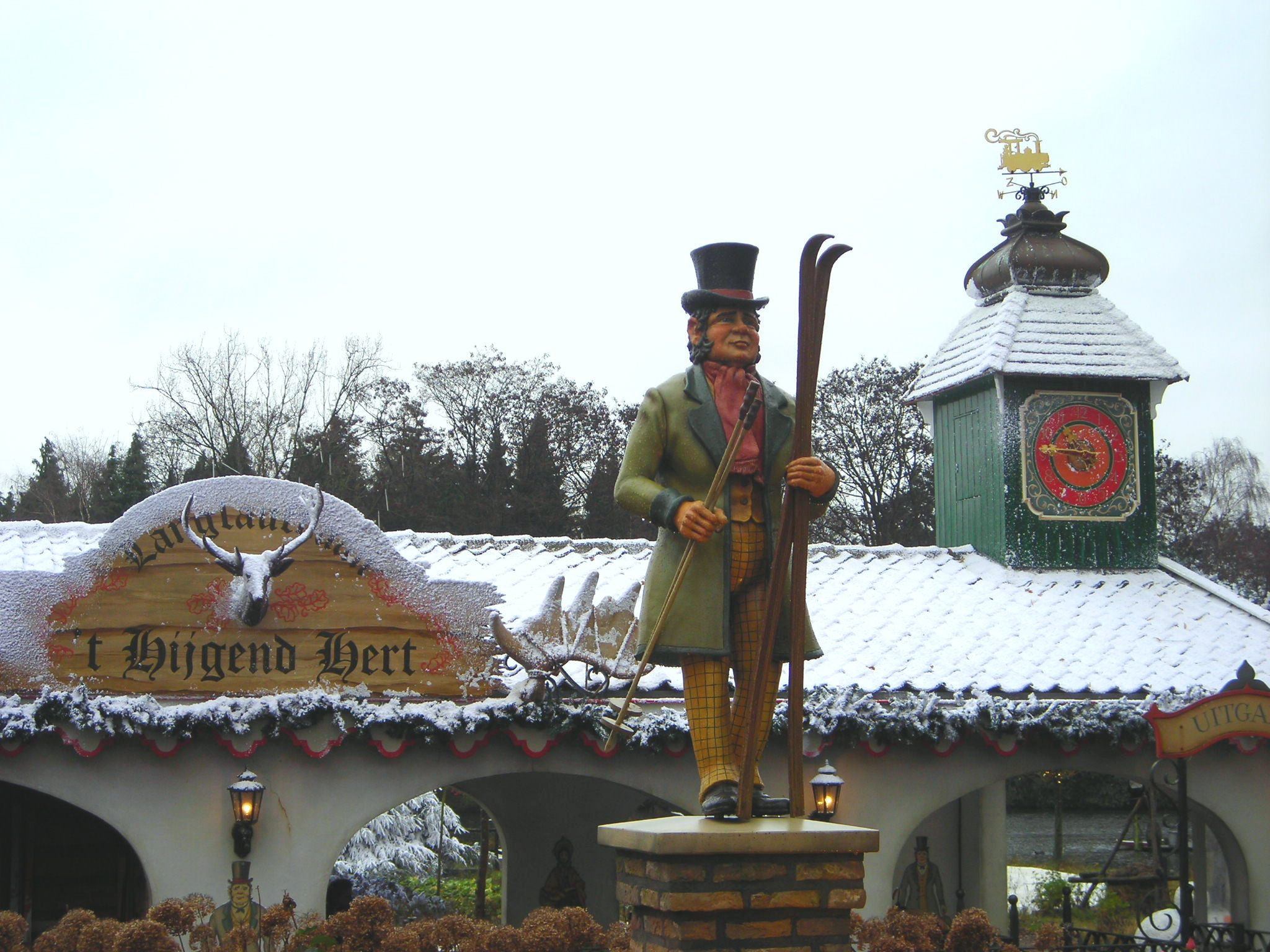
Het station tijdens de winter (2008)

## Trivia
- De treintjes hebben elk de naam van een vogelsoort.
- De stem die in het station te horen is, is die van oud-Eftelingmedewerker Theo Hochwald.
- In het midden van de baan ligt een weide waar schapen rondlopen. Toen er in 2001 in Nederland mond-en-klauwzeer uitbrak, werden alle schapen daar uit voorzorg weggehaald.
- In de winter werd het Kinderspoor veranderd in langlaufbaan 't Hijgend Hert.
- Deze attractie is gesloten tijdens Winter Efteling

## Niet toegankelijk voor
- Personen boven de 12 jaar, behalve als de persoon een jonger persoon begeleidt.

## Themagebied
In september 2024 werd het Kinderspoor bij het Reizenrijk gevoegd, aangezien deze attractie beter zou passen bij dat themagebied dan bij de ruige attracties.